# Stemma di Gorzów Wielkopolski
Lo stemma di Gorzów Wielkopolski, nel voivodato di Lubusz, in Polonia, è costituito da un'aquila rossa che regge in ciascuna zampa un trifoglio verde, inserito in uno scudo bianco.

## Design
Lo stemma di Gorzów Wielkopolski è costituito da uno scudo bianco in stile iberico con la sommità quadrata e la base arrotondata. Al centro è posta un'aquila rossa con la testa rivolta a sinistra, le ali spiegate e la lingua rossa sporgente. Ha il becco giallo (dorato) e zampe con artigli. L'aquila tiene fiori di trifoglio verde su ciascuna zampa.

## Storia
Il disegn dello stemma di Gorzów Wielkopolski trae origine dallo stemma della Casa d'Ascania, che fondò la città nel XIII secolo. Lo stemma era imparentato con lo stemma del Brandeburgo. In origine, l'aquila non reggeva un trifoglio e presumibilmente aveva la testa rivolta verso destra. Il più antico sigillo cittadino noto raffigurante l'aquila risale al 1351. La raffigurava con la testa rivolta verso sinistra. Il disegno più antico noto che include l'uccello che regge un trifoglio, posto nello scudo bianco, risale a documenti del 1511, sebbene alcuni storici, come Otto Hupp, ne collochino la prima apparizione nel 1444. La prima apparizione nota del disegno colorato, raffigurante un'aquila rossa che regge un trifoglio verde, posto nello scudo bianco, fu un dipinto sul municipio, realizzato nel 1719. Tale schema cromatico è stato utilizzato sin da allora. Nel 1991 il consiglio comunale adottò la bandiera della città, basata sui colori dello stemma.

La proposta di riprogettazione dello stemma, utilizzata come disegno alternativo, durante l'era della Repubblica Popolare Polacca.

Lo stemma cessò di essere il simbolo ufficiale nel 1945, quando la città fu ceduta alla Polonia, dopo la Seconda Guerra Mondiale. Ciononostante, la città continuò a usarlo come simbolo in modo antisociale, ad esempio posizionandolo sui mezzi di comunicazione cittadini. Inoltre, ci furono tentativi infruttuosi di sostituirlo con un disegno che includeva un'aquila bianca su sfondo rosso, con in mano un trifoglio verde. Il disegno era ispirato allo stemma della Polonia e doveva simboleggiare la fedeltà della città alla Polonia. Lo stemma raffigurante l'aquila rossa fu ufficialmente adottato nuovamente come simbolo della città l'8 marzo 1996.